# Michèle Anne De Mey
Michèle Anne De Mey studeerde aan de balletschool Annie Flore (Brussel) en aan de Mudra-school van 1976 tot 1979. Zij nam deel aan verschillende creaties van Anne Teresa De Keersmaeker (die ze had ontmoet bij Lilian Lambert), waaronder de beroemde Fase (1982) die ze jarenlang in duet met haar danste, Rosas danst Rosas (1983) en Elena's Aria (1984). In 1983 was zij een van de vier oprichters van het gezelschap Rosas.
De Mey realiseerde haar eerste choreografie, Passé simple, in 1981. Met Sinfonia eroïca (1990) richtte ze haar eigen gezelschap op en ze stichtte de vereniging "Astragalus". Ze creëerde ook de choreografie voor twee films: Love Sonnets (1993) en 21 études à danser (1999), geregisseerd door haar broer Thierry De Mey.
Van 1 juli 2005 tot 2015 was ze één van de artistieke directeurs van het dansfestival Charleroi/Danses.

## Belangrijkste choreografieën
- 1981: Passé simple
- 1984: Ballatum
- 1986: Face à face
- 1988: Face à Face (film van Eric Pauwels)
- 1989: Trois danses hongroises (film van Eric Pauwels)
- 1989: Trois danses hongroises
- 1989: Vendredi 10 mars: Angers
- 1990: Sinfonia eroïca
- 1991: Châteaux en Espagne
- 1992: L'Histoire du soldat (voor het theater De Munt)
- 1992: Sonatas 555
- 1992: Ice
- 1992: Duo
- 1992: Quatrième danse hongroise
- 1994: Love Sonnets (film van Thierry De Mey)
- 1994: Pulcinella
- 1995: Cahier
- 1995: Solo
- 1995: Solo Aria Antiche
- 1996: 1er mouvement du quintet pour clarinette
- 1996: Tableau
- 1996: Maternité
- 1997: Katamênia
- 1999: 21 Études à danser (film van Thierry De Mey)
- 1999: Un jour la nuit
- 2000: Just Like Before
- 2000: Un jour la nuit 2
- 2000: 35 m²
- 2000: Le Sacre en couleurs
- 2001: Conférence dansée
- 2001: Utopie
- 2002: Raining Dogs
- 2002: In Somnia
- 2004: 12 Easy Waltzes
- 2005: 13 Raisons for dancing
- 2006: Sinfonia eroica (re-création)
- 2007: P.L.U.G.
- 2007: Fast Foot
- 2008: Koma
- 2009: Neige
- 2011: Kiss and Cry (met Jaco Van Dormael)
- 2012: Lamento
- 2012: O Solitude
- 2015: Cold Blood (met Jaco Van Dormael)
- 2017: Amor (met Jaco Van Dormael)

## Prijzen en onderscheidingen
- 1990: Ève du Théâtre
- 1999: Prijs van de Société des auteurs compositeurs dramatiques (SACD) voor haar gehele oeuvre
- 2011: Prix de la critique voor Kiss and Cry
- 2014: de Universiteit van Mons kende haar de graad toe van doctor honoris causa

- Bibsys: 3082878
- Bibliothèque nationale de France: cb146588467 (data)
- Gemeinsame Normdatei: 1026747988
- International Standard Name Identifier: 0000 0000 0118 2193
- Library of Congress Control Number: n97843763
- Nationale Bibliotheek van Israël: 987007415260105171
- Système universitaire de documentation: 146510836
- Virtual International Authority File: 59346316
- WorldCat: E39PBJp9wHkHGDtC6vjHHmth73